# Francesca Baroni
Francesca Baroni (Pietrasanta, 4 november 1999) is een Italiaanse wielrenster, die actief is op de weg en in het veldrijden. In 2024 werd ze Europees kampioene veldrijden in de gemengde estafette.

## Carrière

### Jeugd
Baroni werd fan van wielrennen toen ze Ivan Basso de Ronde van Italië 2006 zag winnen. Het EK veldrijden 2011 in de Toscaanse stad Lucca werd vlakbij haar huis verreden. Na een verkenningsrit op het EK-parcours op haar mountainbike, was ze zo enthousiast, dat ze meteen wilde gaan veldrijden.
Bij de beloften werd ze twee keer Italiaans kampioene, een keer tweede en drie keer derde. Bij de wereldkampioenschappen in Oostende in 2021 werd ze vijfde, voor Puck Pieterse.

### Belgisch overwinteren
In het veldritseizoen 2022-2023 reed Baroni voor de Belgische wielerploeg Pissei-Groep T.O.M.. Het contract werd op het hoofdkantoor van de Italiaanse kleding- en hoofdsponsor getekend. De ploeg die eerder bekend stond als Kleur Op Maat (onderdeel van Groep Totaal Op Maat) had ervaring met het naar België halen van rensters als Ceylin del Carmen Alvarado en Aniek van Alphen. Ook Baroni woonde haar eerste winterseizoen in België bij een gastgezin. Ze won meteen haar eerste regionale wedstrijd in Kessel. De ploeg ging in haar tweede jaar verder als Hubo-Remotive.
Voor het veldritseizoen 2024-2025 stapte de Toscaanse over naar Proximus-Cyclis-Alphamotorhomes. Begin november boekte ze met de Italiaanse nationale ploeg succes en werd ze Europees kampioene gemengde estafette.

### Wegwielrennen
Op de weg kwam Baroni uit voor de Italiaanse ploegen Servetto-Piumate-Beltrami, Isolmant-Premac-Vittoria en vanaf 2022 voor Aromitalia-Basso Bikes-Vaiano. Ze reed van 2020 t/m 2023 vier Rondes van Italië en Strade Bianche, waarin ze in de uitslagen geen rol van betekenis speelde. Dat komt voor een deel omdat ze niet goed tegen de warmte kan.

## Persoonlijk
Baroni is vanaf haar geboorte doof. Nadat ze had leren liplezen en spreken, ging ze op tienjarige leeftijd voortaan naar een normale school. Ze heeft met een perfecte score een studie accountancy afgerond.

## Palmares

### Veld
(2015-)2016

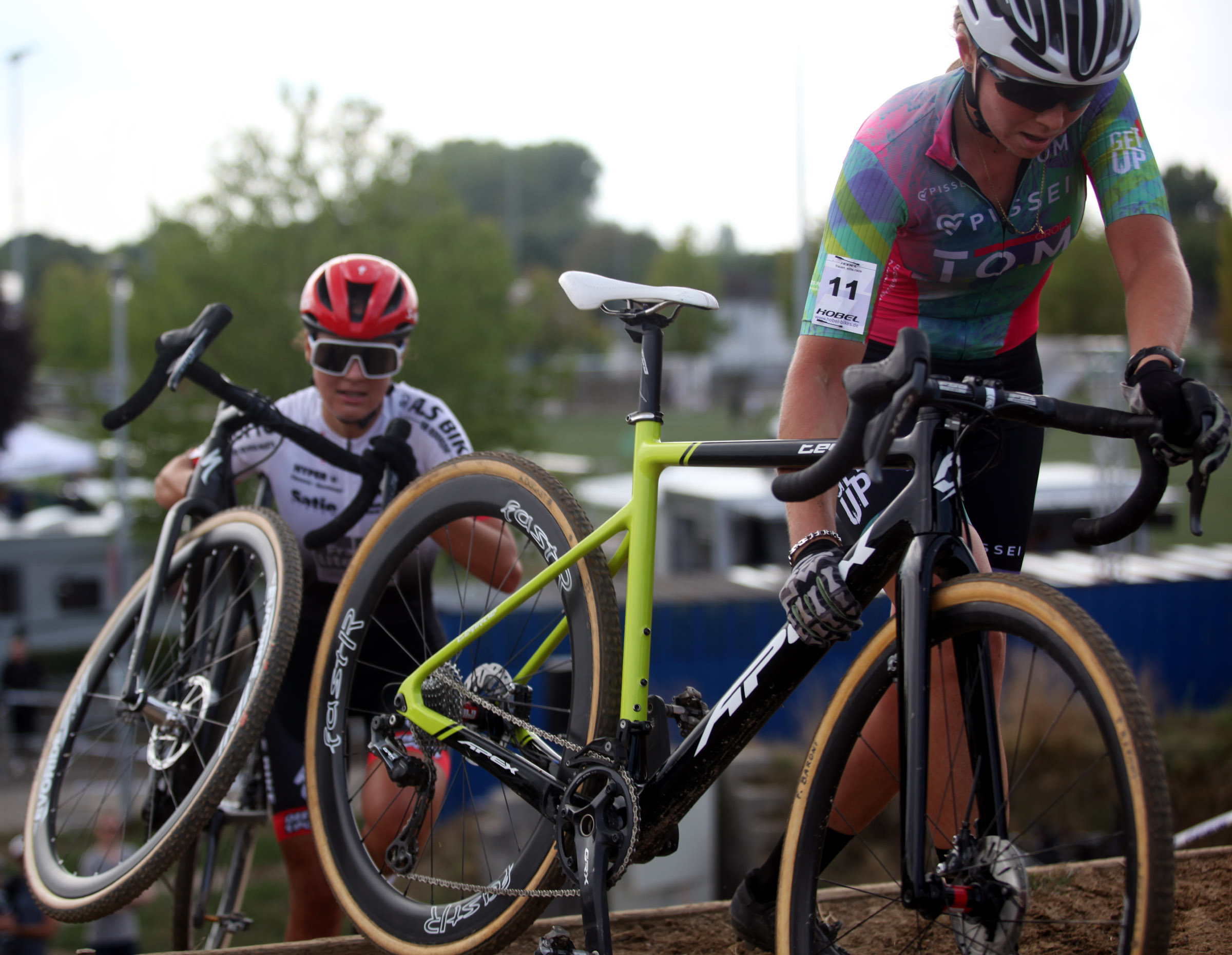
Francesca Baroni (r) in 2022.

 Italiaans kampioenschap veldrijden, belofte
2017
 Italiaans kampioenschap veldrijden, belofte
2018
Trofeo di Gorizia, elite
 Italiaans kampioenschap veldrijden, belofte
2019
Flückiger Cross Madiswil, elite
Ciclocross del Ponte, elite
Trofeo di Gorizia, elite
 Italiaans kampioenschap veldrijden, belofte
2020
Gran Premio Città di Vittorio Veneto, elite
Ciclocross del Ponte, elite
Gran Premio Guerciotti, elite
 Italiaans kampioene veldrijden, belofte
2021
 Italiaans kampioene veldrijden, belofte
2023
 Italiaans kampioenschap veldrijden, elite
2024
GP Citta' Di Tarvisio, elite
Querfeldrhein - Gravel und Cross-Festival, elite
2025
 Europees kampioene veldrijden, elite, gemengde estafette

### Weg

#### Resultaten in grote wielerrondes
| Jaar | Ronde van Spanje | Ronde van Italië | Ronde van Frankrijk |
| 2020 |                  | 77e              |                     |
| 2021 |                  | dnf              |                     |
| 2022 |                  | 100e             |                     |
| 2023 |                  | 98e              |                     |

#### Resultaten in voornaamste wedstrijden
| Jaar | Strade Bianche | Trofeo Alfredo Binda | GP della Liberazione |
| ---- | -------------- | -------------------- | -------------------- |
| 2018 |                |                      | 23e                  |
| 2019 |                |                      |                      |
| 2020 | opgave         |                      |                      |
| 2021 | 80e            | 41e                  |                      |
| 2022 | opgave         | opgave               | opgave               |
| 2023 | 54e            |                      |                      |